# Sentimental Education
Sentimental Education je první film britsko-amerického režiséra C. S. Leigh z roku 1998. Inspirován byl stejnojmennou knihou francouzského spisovatele Gustava Flauberta (1869). Jeho děj se však odehrává v současném módním světě se zaměřením na modela s krizí víry. Producenty snímku byli Nizozemci Alec Behrens a Marijn J.F.M. Muijser. Natočen byl v letech 1997 až 1998 v Kodani a Amsterdamu. Hlavní roli v něm ztvárnil Clément Sibony a dále v něm vystupovaly například Julie Gayet, Arsinée Khanjian, Isabelle Carré a další. Hudbu k filmu složil Sacha Puttnam, který v něm rovněž v malé roli dirigenta vystupoval.

## Obsazení
| Clément Sibony    | Fabrice    |
| Julie Gayet       | Clare      |
| Arsinée Khanjian  | Arthur     |
| Thom Hoffman      |            |
| Antonie Kamerling |            |
| Isabelle Carré    |            |
| Roeland Fernhout  | Perry      |
| Cal MacAninch     | August     |
| Hakim Kazim       | Victor     |
| Lee Williams      | Carol      |
| Gwenaëlle Simon   | Corinne    |
| Sylvie Testudová  | Julia      |
| Aurélia Thierrée  | Veronique  |
| Jezabel Carpi     | Silvy      |
| Alexia Stresi     | Eva        |
| Daniel O'Meara    | Harold     |
| Frédéric Gorny    | Henry      |
| Ashley Wanninger  | Fox        |
| Hamish Clark      | Rufus      |
| Frank Giering     | Minaichmis |
| Arno Frisch       | Mineichmus |
| Bradley Fitts     | Kai        |
| Fedja van Huêt    | Robbert    |
| Salvatore Caputto | Giovanni   |
| Guillaume Canet   | Guy        |
| Bérangère Allaux  | herečka    |
| Robijn Wendelaar  | matka      |
| Sacha Puttnam     | dirigent   |